# Суспільно-географічні науки
Суспільно-географічні науки — група географічних наук, до якої входять економічна географія, соціальна географія, географія населення, географія науки, географія культури та політична географія.
Суспільно-географічні науки досліджують територіальне розміщення й розвиток господарства, населення Землі, окремих її регіонів і країн. Усі географічні науки пізнають закономірності розвитку геосистем, хоча кожна знаходить у них власний компонент.